# Корни (Аверон)
Корни (фр. Cornus) је насељено место у Француској у региону Миди Пирене, у департману Аверон.
По подацима из 2011. године у општини је живело 504 становника, а густина насељености је износила 5,43 становника/km².

## Демографија
| 1962. | 1968. | 1975. | 1982. | 1990. | 2011. |
| ----- | ----- | ----- | ----- | ----- | ----- |
| 540   | 513   | 510   | 434   | 345   | 504   |